# Wyścig Pokoju

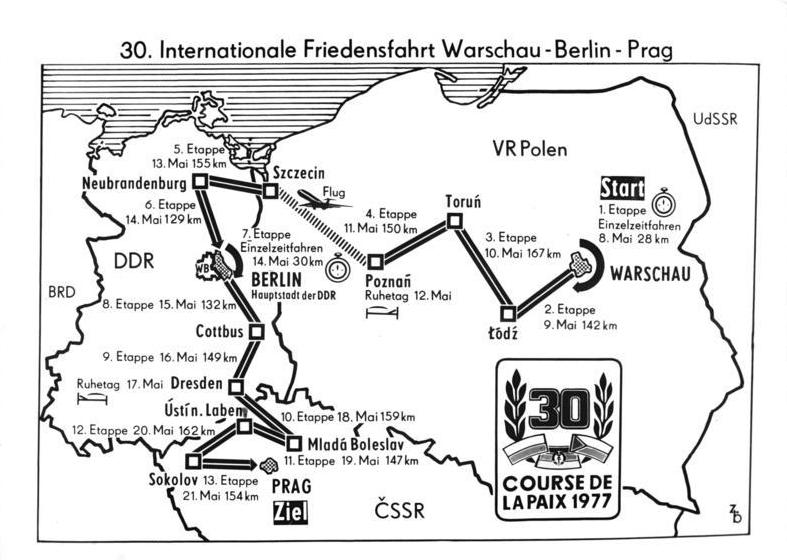
Trasa 30. WP (1977)

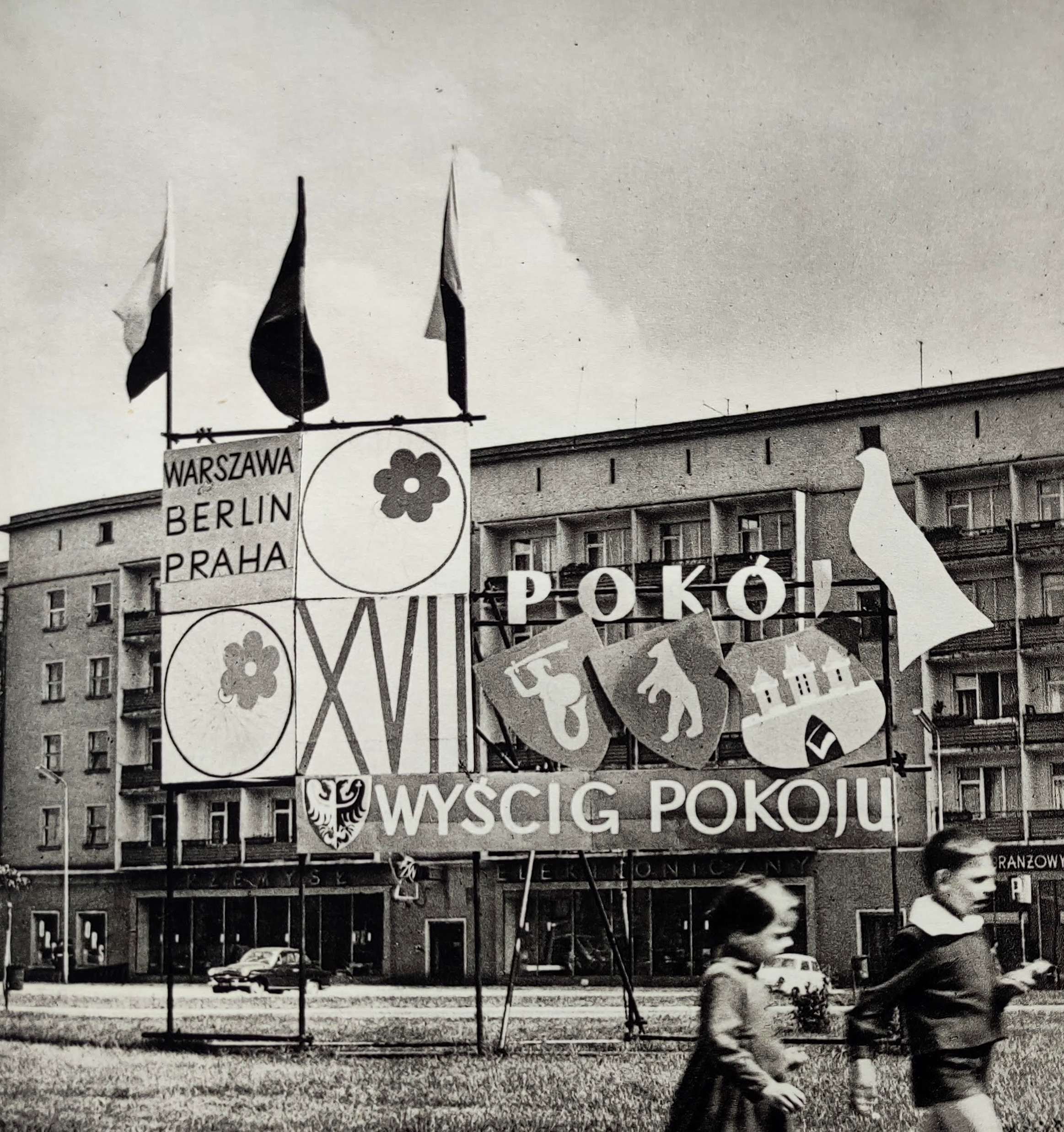
17. Wyścig Pokoju we Wrocławiu (1964)

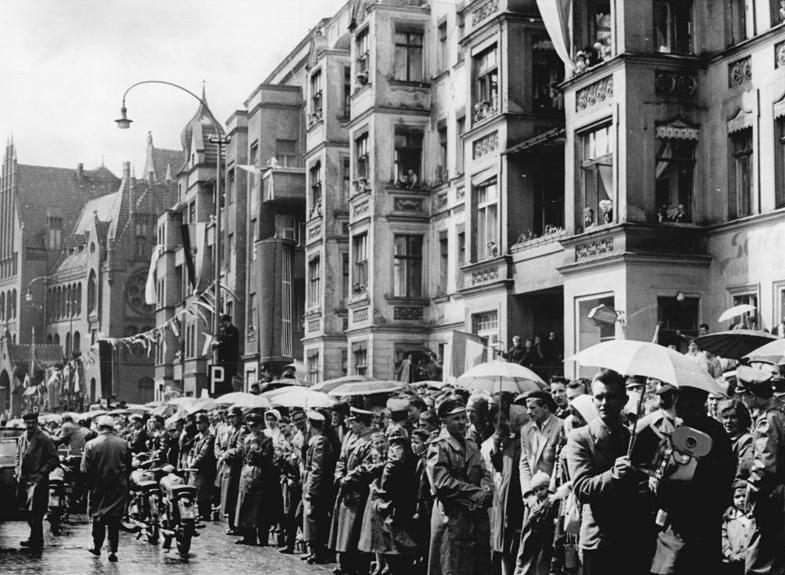
14. WP, przygotowania do startu 6. etapu Szczecin-Rostock (8 maja 1961)

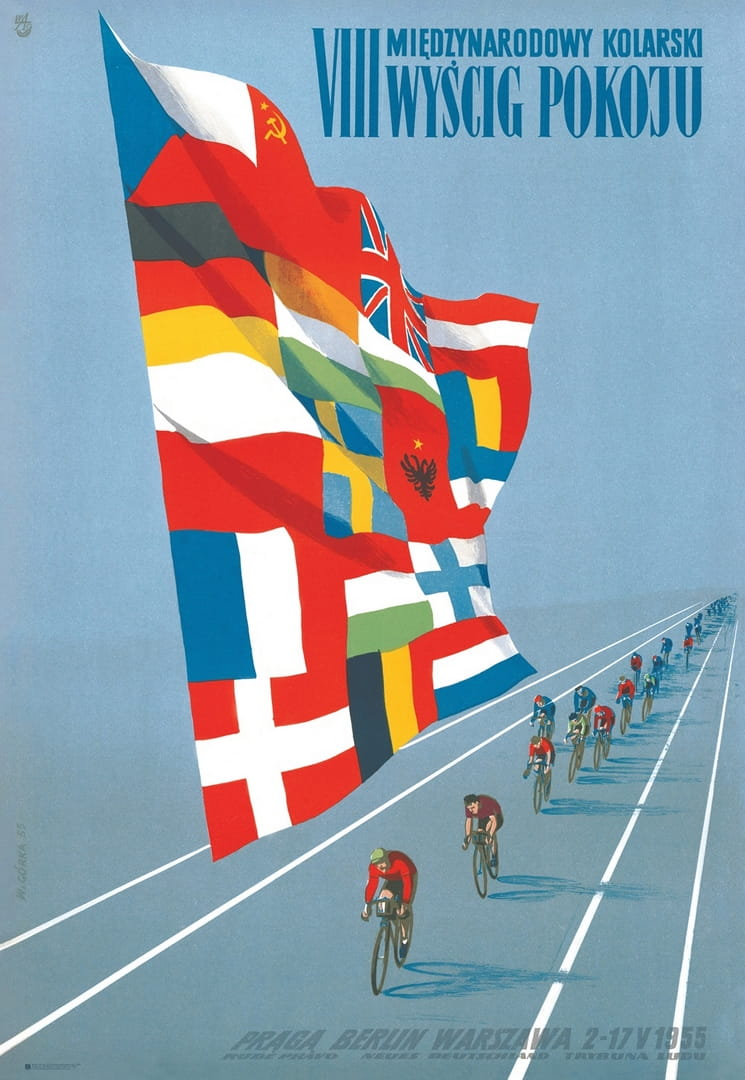
Plakat 8. WP (1955)

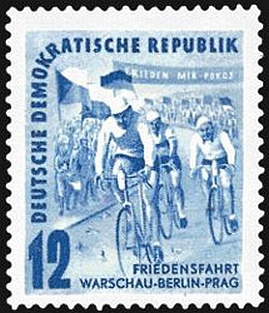
Znaczek 5. WP (1952)

Wyścig Pokoju (czes. Závod Míru, słow. Preteky mieru, ros. Велогонка Мира, niem. Friedensfahrt, fr. Course de la Paix) – największy amatorski wyścig kolarski po II wojnie światowej w Europie Wschodniej, organizowany w latach 1948–2006. W 2006 otrzymał kategorię 2.HC i należał do UCI Europe Tour.

## Historia
Wyścig organizowany w maju, od 1948, początkowo na trasie Warszawa – Praga i Praga – Warszawa, przez dzienniki-organy partii komunistycznych: „Trybunę Ludu” (PRL, wcześniej przez „Głos Ludu”) i „Rudé právo” (CSRS) oraz związki kolarskie Polski i Czechosłowacji. Od 1952 współorganizatorem został dziennik-organ SED „Neues Deutschland” i związek kolarski NRD, odtąd wyścig odbywał się na trasie Warszawa – Berlin – Praga (co rok rozpoczynał się w jednym z tych miast). W latach 1985–1986 współorganizatorem wyścigu był także dziennik „Prawda” i związek kolarski ZSRR (1985 wyścig był także rozgrywany w Moskwie, a 1986 – w Kijowie, przy czym w Kijowie zmuszono kolarzy do uczestnictwa w wyścigu etapowym, pomimo że kilka dni wcześniej wydarzyła się katastrofa w Czarnobylu, i wszyscy – zarówno uczestnicy, jak kibice – narażeni byli na opad promieniotwórczy).
Po upadku bloku wschodniego w 1989 wyścig stopniowo tracił na znaczeniu głównie w związku z profesjonalizacją kolarstwa w krajach Europy Środkowo-Wschodniej i tym samym odejściem od amatorstwa. Od 1993 organizowany tylko w Czechach (część etapów w Polsce i Niemczech). W 2005 wyścig się nie odbył z powodu braku środków finansowych i sponsorów. W 2006 trasa wyścigu po raz pierwszy przebiegała przez Austrię – start odbył się 13 maja w Linzu, meta – 20 maja w Hanowerze (była to ostatnia edycja wyścigu). Od 2007 wyścig nie jest rozgrywany z powodów finansowych.
Do 1958 trasa wyścigu w Polsce biegła przez Wrocław, Katowice i Łódź. Od 1959 miastem etapowym był także Kraków. W 1961 wyścig zaplanowano przez Bydgoszcz i Poznań, a w latach 70. z uwagi na dobrą bazę lokalową miastem etapowym był często Toruń.

## Zwycięzcy

### Zwycięzcy indywidualni
| Rok  | Trasa                                        | Długość              | Etapy                | Zwycięzca                                 |                      |
| ---- | -------------------------------------------- | -------------------- | -------------------- | ----------------------------------------- | -------------------- |
| 1948 | Warszawa – Praga                             | 842 km               | 5                    | August Prosenik Jugosławia                |                      |
| 1948 | Praga – Warszawa                             | 1144 km              | 8                    | Aleksandar Zorić Jugosławia               |                      |
| 1949 | Praga – Warszawa                             | 1259 km              | 8                    | Jan Veselý Czechosłowacja                 |                      |
| 1950 | Warszawa – Praga                             | 1539 km              | 9                    | Willy Emborg Dania                        |                      |
| 1951 | Praga – Warszawa                             | 1544 km              | 9                    | Kaj Allan Olsen Dania                     |                      |
| 1952 | Warszawa – Berlin – Praga                    | 2135 km              | 12                   | Ian Steel Wielka Brytania                 |                      |
| 1953 | Bratysława – Berlin – Warszawa               | 2231 km              | 12                   | Christian Pedersen Dania                  |                      |
| 1954 | Warszawa – Berlin – Praga                    | 2051 km              | 13                   | Eluf Dalgaard Dania                       |                      |
| 1955 | Praga – Berlin – Warszawa                    | 2214 km              | 13                   | Gustav-Adolf Schur Niemcy Wschodnie       |                      |
| 1956 | Warszawa – Berlin – Praga                    | 2212 km              | 12                   | Stanisław Królak Polska                   |                      |
| 1957 | Praga – Berlin – Warszawa                    | 2220 km              | 12                   | Nenczo Christow Bułgaria                  |                      |
| 1958 | Warszawa – Berlin – Praga                    | 2210 km              | 12                   | Piet Damen Holandia                       |                      |
| 1959 | Berlin – Praga – Warszawa                    | 2057 km              | 13                   | Gustav-Adolf Schur Niemcy Wschodnie       |                      |
| 1960 | Praga – Warszawa – Berlin                    | 2290 km              | 13                   | Erich Hagen Niemcy Wschodnie              |                      |
| 1961 | Warszawa – Berlin – Praga                    | 2435 km              | 13                   | Jurij Mielichow Związek Radziecki         |                      |
| 1962 | Berlin – Praga – Warszawa                    | 2407 km              | 14                   | Gajnan Sajdchużyn Związek Radziecki       |                      |
| 1963 | Praga – Warszawa – Berlin                    | 2568 km              | 15                   | Klaus Ampler Niemcy Wschodnie             |                      |
| 1964 | Warszawa – Berlin – Praga                    | 2246 km              | 14                   | Jan Smolík Czechosłowacja                 |                      |
| 1965 | Berlin – Praga – Warszawa                    | 2318 km              | 15                   | Giennadij Lebiediew Związek Radziecki     |                      |
| 1966 | Praga – Warszawa – Berlin                    | 2340 km              | 15                   | Bernard Guyot Francja                     |                      |
| 1967 | Warszawa – Berlin – Praga                    | 2307 km              | 16                   | Marcel Maes Belgia                        |                      |
| 1968 | Berlin – Praga – Warszawa                    | 2352 km              | 14                   | Axel Peschel Niemcy Wschodnie             |                      |
| 1969 | Warszawa – Berlin                            | 2036 km              | 15                   | Jean-Pierre Danguillaume Francja          |                      |
| 1970 | Praga – Warszawa – Berlin                    | 1976 km              | 15                   | Ryszard Szurkowski Polska                 |                      |
| 1971 | Warszawa – Berlin – Praga                    | 1895 km              | 14                   | Ryszard Szurkowski Polska                 |                      |
| 1972 | Berlin – Praga – Warszawa                    | 2025 km              | 14                   | Vlastimil Moravec Czechosłowacja          |                      |
| 1973 | Praga – Warszawa – Berlin                    | 2076 km              | P, 16, E             | Ryszard Szurkowski Polska                 |                      |
| 1974 | Warszawa – Berlin – Praga                    | 1806 km              | 14                   | Stanisław Szozda Polska                   |                      |
| 1975 | Berlin – Praga – Warszawa                    | 1930 km              | P, 13                | Ryszard Szurkowski Polska                 |                      |
| 1976 | Praga – Warszawa – Berlin                    | 1974 km              | P, 14                | Hans-Joachim Hartnick Niemcy Wschodnie    |                      |
| 1977 | Warszawa – Berlin – Praga                    | 1648 km              | 13                   | Aavo Pikkuus Związek Radziecki            |                      |
| 1978 | Berlin – Praga – Warszawa                    | 1796 km              | P, 12                | Aleksandr Awierin Związek Radziecki       |                      |
| 1979 | Praga – Warszawa – Berlin                    | 1942 km              | P, 14                | Siergiej Suchoruczenkow Związek Radziecki |                      |
| 1980 | Warszawa – Berlin – Praga                    | 2089 km              | P, 14                | Jurij Barinow Związek Radziecki           |                      |
| 1981 | Berlin – Praga – Warszawa                    | 1890 km              | P, 14                | Szachit Zagretdinow Związek Radziecki     |                      |
| 1982 | Praga – Warszawa – Berlin                    | 1946 km              | P, 12                | Olaf Ludwig Niemcy Wschodnie              |                      |
| 1983 | Warszawa – Berlin – Praga                    | 1899 km              | P, 12                | Falk Boden Niemcy Wschodnie               |                      |
| 1984 | Berlin – Praga – Warszawa                    | 1689 km              | P, 11                | Siergiej Suchoruczenkow Związek Radziecki |                      |
| 1985 | Praga – Moskwa – Warszawa – Berlin           | 1712 km              | P, 12                | Lech Piasecki Polska                      |                      |
| 1986 | Kijów – Warszawa – Berlin – Praga            | 2138 km              | P, 15                | Olaf Ludwig Niemcy Wschodnie              |                      |
| 1987 | Berlin – Praga – Warszawa                    | 1987 km              | P, 14                | Uwe Ampler Niemcy Wschodnie               |                      |
| 1988 | Bratysława – Katowice – Berlin               | 2013 km              | P, 13                | Uwe Ampler Niemcy Wschodnie               |                      |
| 1989 | Warszawa – Berlin – Praga                    | 1927 km              | 12                   | Uwe Ampler Niemcy Wschodnie               |                      |
| 1990 | Berlin – Slušovice – Bielsko-Biała           | 1595 km              | P, 11                | Ján Svorada Czechosłowacja                |                      |
| 1991 | Praga – Warszawa                             | 1261 km              | P, 9                 | Wiktor Rżaksinski Związek Radziecki       |                      |
| 1992 | Berlin – Karpacz – Mladá Boleslav            | 1348 km              | P, 9                 | Steffen Wesemann Niemcy                   |                      |
| 1993 | Tabor – Nový Bor                             | 1342 km              | P, 9                 | Jaroslav Bílek Czechy                     |                      |
| 1994 | Tábor – Trutnov                              | 1354 km              | P, 9                 | Jens Voigt Niemcy                         |                      |
| 1995 | Czeskie Budziejowice – Oberwiesenthal – Brno | 1379 km              | P, 10                | Pavel Padrnos Czechy                      |                      |
| 1996 | Brno – Żywiec – Lipsk                        | 1703 km              | P, 10                | Steffen Wesemann Niemcy                   |                      |
| 1997 | Poczdam – Żywiec – Brno                      | 1629 km              | P, 10                | Steffen Wesemann Niemcy                   |                      |
| 1998 | Poznań – Karlowe Wary – Erfurt               | 1591 km              | 10                   | Uwe Ampler Niemcy                         |                      |
| 1999 | Znojmo – Polkowice – Magdeburg               | 1613 km              | 10                   | Steffen Wesemann Niemcy                   |                      |
| 2000 | Hanower – Kudowa-Zdrój – Praga               | 1608 km              | 10                   | Piotr Wadecki Polska                      |                      |
| 2001 | Łódź – Pilzno – Poczdam                      | 1611 km              | 10                   | Jakob Piil Dania                          |                      |
| 2002 | České Budějovice – Chemnitz – Warszawa       | 1470 km              | 10                   | Ondřej Sosenka Czechy                     |                      |
| 2003 | Ołomuniec – Wałbrzych – Erfurt               | 1552 km              | 9                    | Steffen Wesemann Niemcy                   |                      |
| 2004 | Bruksela – Wrocław – Praga                   | 1580 km              | 9                    | Michele Scarponi Włochy                   |                      |
| 2005 | wyścig nie odbył się                         | wyścig nie odbył się | wyścig nie odbył się | wyścig nie odbył się                      | wyścig nie odbył się |
| 2006 | Linz – Karlowe Wary – Hanower                | 1297 km              | 8                    | Giampaolo Cheula Włochy                   |                      |

Legenda
- P = Prolog
- E = Epilog

## Rekordziści Wyścigu Pokoju (1948-2006)
uwaga: wszystkie dane zaczerpnięto z niemieckiego portalu poświęconego temu wyścigowi

### Najwięcej zwycięstw w klasyfikacji generalnej (indywidualnie)
- 5-krotnie Steffen Wesemann  Niemcy: 1992, 1996, 1997, 1999, 2003
- 4-krotnie
  - Ryszard Szurkowski  Polska: 1970, 1971, 1973, 1975
  - Uwe Ampler  NRD/ Niemcy: 1987, 1988, 1989, 1998
- 2-krotnie
  - Gustav-Adolf Schur  NRD: 1955 i 1959
  - Siergiej Suchoruczenkow  ZSRR: 1979 i 1984
  - Olaf Ludwig  NRD: 1982 i 1986

### Najwięcej zwycięstw w klasyfikacji generalnej (drużynowo)
- 20-krotnie  ZSRR (w latach 1956–1988)
- 11-krotnie  NRD/ Niemcy (w latach 1953–1992)
- 9-krotnie  Polska (w latach 1948–1995)
- 5-krotnie  Czechosłowacja (w latach 1950–1990)
- 4-krotnie Team Telekom/T-Mobile Team (w latach 1996–2004)
- 3-krotnie Mróz (w latach 1998–2002)
- 2-krotnie  Czechy (w latach 1993–1994)

### Najwięcej zwycięstw etapowych (indywidualnie)
- 38 etapów Olaf Ludwig  NRD (w tym: 12 etapów jazdy indywidualnej na czas)
- 18 etapów Steffen Wesemann  Niemcy (w tym: 3 etapy jazdy na czas)
- 16 etapów Jan Veselý  Czechosłowacja
- 14 etapów Stanisław Szozda  Polska (w tym: 1 prolog – etap jazdy na czas)
- 13 etapów Ryszard Szurkowski  Polska (w tym: 3 etapy jazdy na czas)
- 12 etapów Vlastimil Ružička  Czechosłowacja
- 11 etapów Aleksiej Pietrow  ZSRR (w tym: 2 etapy jazdy na czas)
- 10 etapów
  - Walerij Lichaczow  ZSRR
  - Danilo Hondo  Niemcy
- 9 etapów
  - Gustav-Adolf Schur  NRD
  - Uwe Ampler  NRD/ Niemcy (w tym: 5 etapów jazdy na czas)
- 8 etapów
  - Jurij Mielichow  ZSRR
  - Uwe Raab  NRD
- 6 etapów
  - Jan Smolík  Czechosłowacja (w tym: 1 etap jazdy na czas)
  - Zenon Czechowski  Polska
  - Antonín Bartoníček  Czechosłowacja
  - Szachit Zagretdinow  ZSRR
  - Dżamolidin Abdużaparow  ZSRR
- 5 etapów
  - Egon Adler  NRD
  - Anatolij Czerepowicz  ZSRR
  - Klaus Ampler  NRD (w tym: 1 etap jazdy na czas)
  - Dieter Mickein  NRD
  - Mircea Romașcanu  Rumunia
  - Krzysztof Sujka  Polska
  - Riho Suun  ZSRR
  - Bert Dietz  NRD/ Niemcy
  - Jacek Mickiewicz  Polska
  - Pavel Padrnos  Czechy (w tym: 3 etapy jazdy na czas)

### Najwięcej zwycięstw etapowych (w jednej edycji)
- 7 etapów
  - Olaf Ludwig  NRD (w 1986: 3., 4., 5., 8., 9., 13., 15.)
  - Steffen Wesemann  Niemcy (w 1996: 1., 2., 4., 6., 9., 10., 11.)
- 6 etapów
  - Walerij Lichaczow  ZSRR (w 1973: 1., 5., 6., 11., 14., 16.)
  - Stanisław Szozda  Polska (w 1974: 6., 9., 10., 11., 12., 14.)
- 5 etapów
  - Jan Veselý  Czechosłowacja (w 1949: 1., 2., 4., 6., 7.)
  - Jurij Mielichow  ZSRR (w 1961: 2., 5., 9., 12., 13.)
  - Aleksiej Pietrow  ZSRR (w 1962: 3., 5., 12., 13., 14.)
- 4 etapy
  - Vlastimil Ružička  Czechosłowacja (w 1950: 3., 4., 6., 8. oraz w 1951: 4., 5., 8., 9.)
  - Manfred Weißleder  NRD (w 1960: 4., 7., 8., 10.)

### Najwięcej kolejnych zwycięstw etapowych (w jednej edycji)
- 4 etapy
  - Stanisław Szozda  Polska (w 1974: 9., 10., 11., 12.)
- 3 etapy
  - Aleksiej Pietrow  ZSRR (w 1962: 12., 13., 14.)
  - Michael Milde  NRD (w 1972: 2., 3., 4.)
  - Olaf Ludwig  NRD (w 1986: 3., 4., 5.)
  - Uwe Ampler  NRD (w 1987: 8., 9., 10.)
  - Steffen Wesemann  Niemcy (w 1996: 9., 10., 11.)
  - Olaf Pollack  Niemcy (w 2002: 1., 2., 3.)

### Najwięcej etapów w koszulce lidera klasyfikacji indywidualnej
- 49 etapów Ryszard Szurkowski  Polska (w latach 1969–1975)
- 30 etapów Steffen Wesemann  Niemcy (w latach 1992–2003)
- 20 etapów
  - Jan Smolík  Czechosłowacja (w latach 1964–1967)
  - Uwe Ampler  NRD (w latach 1986–1998)
- 17 etapów Olaf Ludwig  NRD (w latach 1980–1988)
- 16 etapów Aavo Pikkuus  ZSRR (w latach 1974–1978)
- 15 etapów Gustav-Adolf Schur  NRD (w latach 1955–1960)
- 14 etapów Szachit Zagretdinow  ZSRR (w latach 1981–1982)
- 13 etapów Siergiej Suchoruczenkow  ZSRR (w latach 1979–1984)
- 12 etapów
  - Jurij Mielichow  ZSRR (w latach 1959–1961)
  - Hans-Joachim Hartnick  NRD (w latach 1975–1976)
  - Lech Piasecki  Polska (w 1985)
- 11 etapów Bernard Guyot  Francja (w 1966)
- 10 etapów
  - Jan Veselý  Czechosłowacja (w latach 1948–1952)
  - Władimir Czerkasow  ZSRR (w 1968)
  - Jurij Barinow  ZSRR (w 1980)
  - Jozef Regec  Czechosłowacja (w 1986)
- 9 etapów
  - Nenczo Christow  Bułgaria (w 1957)
  - Giennadij Lebiediew  ZSRR (w 1965)
  - Raimondas Rumšas  Litwa (w latach 1994–1999)
- 8 etapów
  - Piet Damen  Holandia (w 1958)
  - Uwe Raab  NRD (w latach 1983–1989)
  - Jacek Mickiewicz  Polska (w latach 1991–1997)
  - František Trkal  Czechosłowacja (w latach 1993–1994)
- 7 etapów
  - Christian Pedersen  Dania (w 1953)
  - Gajnan Sajdchużyn  ZSRR (w 1962)
  - Oleg Czużda  ZSRR (w 1983)
  - Ján Svorada  Czechy (w 1990)
  - Danilo Hondo  Niemcy (w latach 1999–2006)
- 6 etapów
  - Kaj Allan Olsen  Dania (w 1951)
  - Mieczysław Wilczewski  Polska (w 1954)
  - Władisław Nielubin  ZSRR (w 1972)
  - Tadeusz Mytnik  Polska (w 1974)
  - Nenczo Stajkow  Bułgaria (w latach 1979–1984)
  - Piotr Wadecki  Polska (w 2000)
  - Ondřej Sosenka  Czechy (w 2002)
- 5 etapów
  - August Verhaegen  Belgia (w 1963)
  - Aleksiej Pietrow  ZSRR (w 1965)
  - Stanisław Szozda  Polska (w latach 1974–1976)
  - Aleksandr Awierin  ZSRR (w 1978)
  - Jens Voigt  Niemcy (w 1994)
  - Pavel Padrnos  Czechy (w 1995)
  - Uwe Peschel  Niemcy (w 2001)
  - Michele Scarponi  Włochy (w 2004)

### Najwięcej etapów w koszulce lidera klasyfikacji sprinterskiej
- 55 etapów Olaf Ludwig  NRD
- 25 etapów Ryszard Szurkowski  Polska
- 15 etapów Walerij Lichaczow  ZSRR
- 14 etapów Jurij Dmitriew  ZSRR
- 13 etapów
  - Josef Haeseldockx  Belgia
  - Michael Schiffner  NRD
  - Falk Boden  NRD
  - Ján Svorada  Czechosłowacja/ Czechy
- 12 etapów
  - Anatolij Czerepowicz  ZSRR
  - Axel Peschel  NRD
  - Jacek Mickiewicz  Polska
- 10 etapów
  - Manfred Dähne  NRD
  - Theo Smit  Holandia
  - Jan Jankiewicz  Polska

### Najwięcej etapów w koszulce lidera klasyfikacji górskiej
- 21 etapów
  - Ryszard Szurkowski  Polska
  - Uwe Ampler  NRD
- 18 etapów Siergiej Suchoruczenkow  ZSRR
- 14 etapów Arkadiusz Wojtas  Polska
- 12 etapów
  - Tadeusz Wojtas  Polska
  - Jaroslav Bílek  Czechy
- 11 etapów Siergiej Morozow  ZSRR
- 10 etapów Jan Brzeźny  Polska

### Najwięcej etapów w koszulkach liderów klasyfikacji drużynowej (1951-1989)
- 218 etapów  ZSRR
- 115 etapów  NRD
- 74 etapy  Polska
- 39 etapów  Czechosłowacja
- 11 etapów  Włochy
- 9 etapów  Wielka Brytania
- 8 etapów  Dania
- 7 etapów:  Bułgaria,  Belgia,  Francja
- 3 etapy  Holandia